# Kanton Laon-Nord
Der Kanton Laon-Nord war von 1973 bis 2015 ein französischer Wahlkreis im Arrondissement Laon, im Département Aisne und in der Region Picardie; sein Hauptort war Laon. Die landesweiten Änderungen in der Zusammensetzung der Kantone brachten im März 2015 seine Auflösung.

## Gemeinden
Der Kanton bestand aus neun Gemeinden:
| Gemeinde          | Einwohner | Code postal | Code Insee |
| ----------------- | --------- | ----------- | ---------- |
| Aulnois-sous-Laon | 1.218     | 02000       | 02037      |
| Besny-et-Loizy    | 350       | 02870       | 02080      |
| Bucy-lès-Cerny    | 170       | 02870       | 02132      |
| Cerny-lès-Bucy    | 114       | 02870       | 02151      |
| Chambry           | 785       | 02000       | 02157      |
| Crépy             | 1.710     | 02870       | 02238      |
| Laon              | 26.265    | 02000       | 02408      |
| Molinchart        | 276       | 02000       | 02489      |
| Vivaise           | 702       | 02870       | 02821      |

1. ↑  Stand: 2006
2. ↑   davon Kanton Laon-Nord: 10.541

## Einwohner
| Bevölkerungsentwicklung | Bevölkerungsentwicklung |
| Jahr                    | Einwohner               |
| ----------------------- | ----------------------- |
| 1990                    | 15.374                  |
| 1999                    | 15.866                  |
| 2006                    | 16.506                  |
| 2011                    | 16.635                  |